# ウダウダやってるヒマはねェ!
『ウダウダやってるヒマはねェ!』は、米原秀幸による日本の漫画作品。『週刊少年チャンピオン』（秋田書店）にて、1992年46号から1996年41号まで連載された。コミックスは全21巻。コミックスの第21巻・巻末には描き下ろしのエピローグ「そして三度目の夏」が収録されている。個別のタイトルはすべて「○○と○○」となっている（例：第187話 幻覚と真実 など）。
高校生活を舞台にして悪ガキや車、バイクなどが登場するが、いわゆるヤンキー漫画ではない。主人公2人の他に、米原秀幸作品において人気の高い「天草 銀（アマギン）」も登場しストーリーの鍵となる。

## ストーリー
舞台は東京･桜城高等学校（おうぎこうこう）。怖いもの知らずの新入学生悪ガキコンビ亜輝と直巳は、ヤクザともめたり、強盗したり、ケンカをしたりして、高校生活を過ごしていた。

## 詳細
ストーリーは大きく分けて、
- 高校入学編
- アマギン編
- 蘭岳編
- 弐乃編
- 久条編
- スクランブル・ハロウィン編 となる。

時間軸は、亜輝と直巳が中学3年生（高校入学前夜）のときに始まり、高校3年生の初夏までとなっている。

## 登場人物

### 桜城高校
（学年はすべて初登場の時の学年）
島田 亜輝（しまだ あき）
1年生。本作の主人公の1人。黒い天然パーマが特徴だが本人はコンプレックスとしている。直巳とは反対の頭脳的な性格。女や金が大好きで、スリルをこよなく愛する快楽主義者。人に向かって拳銃を発砲するなどキレると何をするかわからない怖さを持ち、アマギンや弐乃といった犯罪に躊躇が無い危険人物を相手にすることが多い。言動は軟派で軽薄だが、根は情に厚く仲間を大切に想っている。特に直巳とは強い信頼関係にあり、唯一「相棒」と呼んでいる。あけみとはいがみ合う仲だが、内心では憎からず思っており、彼女の発言がきっかけで髪を伸ばすようになった。
アマギンとは、あけみのこともあり当初は敵対関係にあったが、行動を共にするうちに共感のような感情が芽生え、「直巳がいなくて一人きりだったら俺はヤツ(アマギン)だったかもしれない」と思うようになる。ゆえにアマギンが凪に殺されたあとはショックで自暴自棄に陥るが、直巳とのタイマンと彼の叱咤で復活し、凪との最終決戦に挑む。全てが終わったあと、スクランブル・ハロウィンのデータが入ったフロッピーを壊して投げ捨て、天に向かってアマギンに別れを告げた。
最終話以降も相変わらず自由気ままにやっており、修学旅行先の広島では直巳とともに地元の不良とケンカしたり、ハリウッド俳優にでもなろうかなと直巳に語っている。
赤城 直巳（あかぎ なおみ）
1年生。本作の主人公の1人。亜輝とは幼馴染み。金髪のオールバックで立派な体格を持つ。熱血漢の筋肉バカで腕っぷしに自信があり、蘭岳宗一や九条など腕力自慢の相手と真っ向から殴り合う喧嘩が多い。実力は亜輝以上と評されるが、一方で詰めが甘いと言われることもある。男らしく親分肌な性格で、後輩の四郎たちの面倒を見ている。
山梨で出会った桃河美里と惹かれ合い、のちに桜城高に転入してきた彼女と恋人関係になる。彼女には頭が上がらず、亜輝と女の子関係の話題で盛り上がるたびに睨まれたり殴られたりしている。また、美里に対して（悪意なく）女っぽくないと指摘するなど女心に疎い描写もある。
最終話以降も変わらず亜輝とつるんでおり、プロボクサーになる夢を語っている。
松郷 勇（まつごう いさむ）
1年生。通称・ジェイソン。礼次の中学時代の後輩。唇が厚く、筋肉質のゴツい体つきをしている。入学当初は桜城の1年のトップになる気でいたが、亜輝の一撃にあっけなく倒れる。その後は三枚目な役割が多く、敵から逃げ出したりもするが、終盤では大勢の敵を前にして根性を見せるシーンもあった。腕相撲トーナメントでは（組み合わせに恵まれた面があったものの）決勝で久条を破り優勝するという大番狂わせを起こした。
三上 礼次（みかみ れいじ）
2年生。長髪で常に口元を布で覆っている。危険な匂いのする男だが、実はお金持ちのボンボン。口元を覆っているのは前歯がないのを隠すためであり、一度は差し歯をいれたがすぐ折られたため口を隠し続けている。硬派な性格ゆえに生意気な1年コンビ（特に亜輝）とは反りが合わなかったが、北海道で亜輝とタッグを組んだことを契機に2人を桜城のトップと認める。スクランブル・ハロウィン編では屈指の実力者である流に勝利し楓と凪を驚かせた。最終話では後輩の女子に告白されて付き合いはじめる。
鬼場 洋平（きば ようへい）
2年生。スキンヘッドで糸目の男。大事な時に下痢になりやすい。非常に興奮しやすくキレると収拾がつかなくなり、その際は目が見開き頭に太い血管が何本も浮き出す（作中では「メロン」と表現されたことがある）。かつて静岡に住んでおり、アマギンとも面識がある。後に興奮状態を制御できるようになったことで実力が上がり、スクランブル・ハロウィン編ではプロ級のボクサーである丸々に勝利し楓と凪を驚かせた。
住崎 玲央（すみざき れいおう）
3年生。巨漢の番長で「大将」と呼ばれている。男気ある性格で、校外で暴れたり仁義に反することを嫌っており、後輩の礼次や鬼場から強く慕われている。後輩の麦子と付き合っている。
紅浪 星志郎（こうなみ せいしろう）
3年生。ドレッドヘアでサングラスをしている巨漢の男。常に風船ガムを噛んでいる。無口で喋るシーンはかなり少ないが、中学時代は饒舌だったらしい。中学時代からカオリに惚れており、彼女に会うために桜城高校に入学したほど。卒業後にプロポーズして受け入れられカオリと結婚した。サングラスの下の素顔は作中で明かされることはなかったが、カオリとの結婚式の日に亜輝と直巳が偶然サングラスを外した顔を見てしまい、「あいつには一生グラサンが必要」と評された。
青田 麦子（あおた むぎこ）
2年生。住崎の彼女で、彼のことは「レオさん」と呼んでいる。住崎のことは心底惚れており、彼の卒業後も交際は続いている。
伊藤 カオリ（いとう カオリ）
保健室の先生。教師だが軽い性格で、校内でのケンカは部活程度だと思っておりケンカを観戦するのも大好き。のちに星志郎のプロポーズを受けて結婚した。

### アマギン編
天草 銀（あまくさ ぎん）
静岡の狂犬、通称・アマギン。拍車の付いたウエスタンブーツと日本刀を片手に暴れ回る極悪非道な男。愛車は原型をとどめていないハーレーFXDB。
登場当初はかなり凶悪で、鬼場曰く「平気で人を殺せる」ほどの狂気を宿しており、住崎の腹部を日本刀で貫いて重傷を負わせた。あけみをレイプしたような発言をほのめかし（事実は作中では明かされてはいない）、亜輝の怒りを買う。桜城高校の面々と対峙するが、亜輝との戦いで舌の先端がちぎれ、銃撃されて左耳を負傷、恐怖のためか髪の毛がすべて真っ白になってしまった。亜輝が自分に似ていると考えて興味を持っており、その後もたびたび登場する。
過去に腹違いの兄である荒場凪にスクランブル・ハロウィンの実験台にされそうになったが、母親が身代わりになったことで難を逃れた。のちに凪を殺す目的のために亜輝を強引に付き合わせ、命のやりとりの中で徐々に絆のようなものが芽生え、自身の過去も明かすが、その直後に凪に殺害された。その死は亜輝をはじめ多くの人間に影響を与えた。凪との最終決戦はアマギンの弔い合戦の意味もあり、作中での数多くの登場人物を引き合わせた重要人物として描かれている。
最終話のラストページでは、長崎のバー「海賊船」を訪れたアマギンと同じ格好をした人物の後姿が描かれて物語は幕を下ろす。
作中で「The Green, Green Grass Of Home」を唄うシーンがあり、テーマソングのようになっている。
大日方 あけみ（おおびなた あけみ）
亜輝と直巳の幼馴染でトラブルメーカー。親の仕事の都合で東京を離れて静岡に住んでいたが、桜城高校へ転入してくる。静岡ではアマギンとトラブルがあり、彼にレイプされたような表現もあったが詳細は不明。桜城高校とアマギンとの対決が終わったあとは親の都合でアメリカへ渡ったが、物語終盤で再登場する。
亜輝とはいつもいがみ合う関係だが、実は彼に恋心を抱いている。
最終話ではまたアメリカに戻り、グリーンカード取得を目指している様子。
イチロー
アマギンの子分。刈り上げのリーゼント。拳で壁を粉砕するほどの腕力を持ち、星志郎を追い詰めるほどの実力だが、カオリに暴力を振るったことで星志郎の逆鱗に触れてしまい敗れた。アマギンのことを、自分が納得できる形で裁かれるのを待つ「他殺志願者」と考えて哀れに思っており、アマギンが亜輝に殺されそうになったときには制止していた。
帽子の男（名前不明）
アマギンの子分。長髪。イチローに比べるとアマギンに対する情は薄く、アマギンが亜輝に殺されそうになったときには殺害を促していた。
品川（しながわ）
東紡高校（あまつむぎこうこう）の番長。あけみが初恋の人らしく、彼女に頭が上がらない。

### 蘭岳編
蘭岳 宗一（らんだけ そういち）
長野蘭岳四兄弟の長男。巨漢の男。表向きには牧場を経営しているが、プロも避けて通るほどの強さ。関東と関西の勢力の均衡を保っていたのが蘭岳四兄弟だった。双子の弟である宗二とは感じとるものがあり、宗二が亜輝に敗れた際には離れた場所から察知していた。
桃河美里に惚れており、彼女をかけて兄・美樹と対決しているが引き分けた。男でも女でも力で従わせることを信条をとし、美樹の死後も美里に執着して彼女を力づくでものにしようとしたために直巳の怒りを買い、一騎打ちの末に敗れた。
恵まれた肉体と腕力を周囲から恐れられ孤立した過去を持ち、その経験がトラウマとなっていることで精神的に脆い部分がある。孤立を恐れるあまり他人を近づけることすら拒絶しており、弟の竜三から「従わせることでしか人と接することができない」と評されている。
事件後は、桜城高校の助太刀のためにたびたび兄弟を連れて登場する。性格や考え方は硬派なものに変わっていき、「惚れた女もモノにできない力などクソの役にも立たない」と考え女性を殴らなくなった。直巳と恋人になった美里にはまだ未練がある様子で、美里も彼の変化を認めて「次生まれ変わったときに知り合ったら考えてやる」と言ってもらえた。最終話では里男、明次、治を引き取って自身の牧場で共に暮らしている。
蘭岳 宗二（らんだけ そうじ）
次男。宗一の双子の弟。宗一に瓜二つだがやや痩身で、八重歯が長い。棒術に長け特に森の中での戦闘を得意とする。森に入った星志郎、亜輝、来夢に襲い掛かり星志郎に重傷を負わせ亜輝を追い詰めたが、亜輝の機転で崖から川に転落させられる。その後は行方不明だったが宗一が直巳に敗れたところに姿を現し、敗北を認め兄弟を連れて引き上げていった。基本的に無口だが戦闘中は饒舌になるほか、兄弟に対しては冗談を言ったりもする。
蘭岳 竜三（らんだけ りゅうぞう）
三男。長髪でボンデージ風の服装を好み、喧嘩では鞭を使用する。礼次を拘束し動きを封じた上で飼い犬の飛丸・翼丸をけしかけて重傷を負わせた。後に鬼場と戦い、礼次の仇討ちに燃える鬼場に一方的に殴られ敗北。絶対的な存在である兄・宗一の精神的な弱さを見抜いている。
蘭岳 四郎（らんだけ しろう）
四男。小柄で短髪。登場当初は中学3年生。昆虫を採集する趣味を持つ。非常に短気でところ構わずケンカを売るが実力はまだ未熟で、直巳と対決した際にはパンチ一発で吹き飛ばされ、彼の眼力だけで身体が震えて戦闘不能になった。
事件後は宗一の勧めで桜城高校へ入学した（亜輝・直巳より1学年下）。生意気で先輩にも敬意を払わないが宗一を倒した直巳には一目置いている。桜城での日々を経て精神的に逞しくなり、宗一からもその成長を認められている。最終話では2年生となって身長と実力が伸び、下級生を従えて他校と渡り合うようになった。
飛丸・翼丸（ひまる・よくまる）
蘭岳兄弟が飼っている2匹のドーベルマン。非常に凶暴。
桃河 美里（ももかわ みさと）
山梨エクセルに追われる単車乗り。登場当初はリーゼントで、男口調だがれっきとした女。彼女を男と思っていた直巳とタイマンを張り、その強さと男気に惚れる。事件後は桜城高校へ転入し、リーゼントをやめて女性らしい格好をするようになるが、口調は変わらず一人称は「俺」のまま。その後は直巳と恋人関係になる。喧嘩は非常に強くそこいらの男では相手にもならないほどで、女性が相手の場面では硬派な男性陣の代わりに戦っている。
鈴木 来夢（すずき らいむ）
桃河美里を「モモちゃん」と呼んでくっついて回る小柄な女の子。天真爛漫な性格。亜輝に助けてもらったことで彼に惚れる。事件後に美里と同様に桜城高校へ転入し、亜輝を追いかけまわしていた。やんちゃだが芯は強く、弐乃に利用されて亜輝が罠にはめられた際には身を挺して彼を助け出そうとした。あけみとは恋のライバル関係であったが、スクランブル・ハロウィン編で弐乃が身を挺して守ってくれたことがきっかけで彼と親しくなり、大阪へ転校した。最終話以降では弐乃、楓とともにサウジアラビアで石油を掘り当てようとしたり、南米で金を探したりしている。
桃河 美樹（ももかわ よしき）
桃河美里の兄で山梨エクセルの4代目ヘッド。中路の陰謀により事故死した。喧嘩が強く蘭岳宗一と渡り合うほどで、プロボクサーを目指していた。そんな彼は妹・美里の憧れだった。
中路（なかじ）
山梨エクセルの5代目ヘッド。先代の美樹が引退の際に、象徴であるバイク「マッハⅢ」を処分しようとしたため、陰謀によって美樹を事故死させた。エクセルのトップとして大物ぶった態度を見せているが蘭岳兄弟からは見下されている。

### 弐乃編
弐乃 学（にだい まなぶ）
長身痩躯で関西弁の男。アマギンの企みにより、関西から桜城高校へ転入した。学年は不明。明るくひょうきんに振る舞っているが、手榴弾やダイナマイトを平気で使用するなどその本性は極めて凶悪。アマギンとは初対面のときより意気投合した仲。「自分に苦痛を課した方が目的を果たした快楽は大きい」と考えており、桜城高に来たあとは水と塩しか食べないというルールを自らに課して、数週間後はやせ細っていた。亜輝をつけ狙い来夢を利用して罠にはめたが、桜城高の予想外の抵抗と蘭岳四兄弟の助太刀によって計画が失敗し、亜輝には一対一の喧嘩で敗れ度胸でも格の違いを見せつけられた。苦し紛れに自爆しようとしたが間一髪で亜輝に救出され、一連の事件後は亜輝に憧れに近い感情を抱く。
スクランブル・ハロウィン編では、瀕死の重傷を負った亜輝を救出して匿った。事件の成り行きで楓の面倒を見るようになり行動を共にするようになる。また、以前に利用した来夢のことは内心では憎からず想っており、大勢の敵から彼女を身を挺して守ったことでわだかまりは解消された。最終話以降では楓、来夢とともにサウジアラビアで石油を掘り当てようとしたり、南米で金を探したりしている。
北垣（きたがき）
大阪の弐乃がいたチームの総長。チームのメンバーもろとも弐乃に半殺しにされてマンホールに詰め込まれ、意識不明の重体となった。
沖沼 悟（おきぬま さとる）
関東一の大組織・東京暴童（とうきょうぼうどう）の頭。弐乃に敗北、屈服させられ、東京暴童の構成員を弐乃の駒にされてしまう。事件後にケジメをつけるために組織を解散させた。その後は桜城高のサポート役として登場するが、東京暴童はアメリカ経由で入ってくるスクランブル・ハロウィンをある組織に流すパイプの役割を担っていたため、東京暴童を解散させたことでその組織の収入源を絶ってしまい、恨みを買って殺された。

### 久条編
久条 朝生（くじょう あさお）
北海道のチーム・サブデュウの頭。長髪に泣きほくろの美形で、狼の剥製が付いた毛皮がトレードマーク。小柄な体格だが非常に大きな拳を持つ。投げ技も得意としており、拳を握る価値がある相手かどうか測る際に用いている。追い詰められると『変わる』と言われる変化で筋肉が増大する。ストリートファイトを好み、「コブシひとつで天下を取る」を掲げている。自分に見合う強敵を求めており、桜城高校の噂を聞いてサブデュウを捨てて東北、関東へ向かう。東北では蘭岳宗一を3分で撃破し、東京では直巳とタイマンを張った。「父親を殺した」という伝説で恐れられていたが、実際には父親を殺したのは彼ではなく、彼に歪んだ愛情を抱いていた教育係の桐島だった。それからしばらくは父親の仇である桐島への復讐のために生きてきたが、行方をくらましていた桐島を見つけ出したときには薬物で廃人になっていたため、怒りの行き場をなくして天下取りに固執するようになった。直巳とのタイマンの中でその真実を語り、悪夢から目覚めることができた。最終的には直巳が倒れて敗北を認めたが、直巳は九条の前にムカイと勝負して消耗していたため、九条は自分が勝ったとは認められず（亜輝は「直巳は自ら倒れた」と言っており、作中では直巳の勝利と評される場面もあった）、そのまま虫の息で亜輝と対峙し、とどめを刺される形（あるいは介錯のような形）で倒された。
スクランブル・ハロウィン編では佐世保へ向かう道中でネコの奇襲に遭い敗北。その後タンカー内でネコと再戦し、パンチ一発で撃破してリベンジを果たした。最終話以降では、ノボリ、ムカイを連れて海外に行き、世界中でストリートファイトをしている。
ノボリ
本名・登 定雄（のぼり さだお）。九条の側近。長髪を一つ縛りにしたオールバック。特注のロープ（縄）を使う戦闘を得意とする、右目に久条への忠誠の証がある。亜輝をロープで追い詰めて肋骨を骨折させたが、クレーンで天井に叩きつけられて敗北した。
ムカイ
本名・向 佳美（むかい よしみ）。久条の側近で、ノボリの幼馴染。ターミネーターのような風貌。左目に久条への忠誠の証がある。普段は2人ともゴーグルを着用している。強者を求め「父親殺し」の伝説を持つ久条へ挑んだが敗れ、その強さに2人が惚れ込み、以後はノボリと共に久条に付き従う。壁を粉砕するほどの筋力で直巳を追い詰めるが、壁に拳がめり込んで動けない隙を突かれ、関節を破壊されて敗北した。
九条の伝説が偽りであったことが暴かれて動揺したが、ノボリとともにその後も九条についていく道を選ぶ。スクランブル・ハロウィン編では、ノボリとともに九条を呼び捨てにしたり敬語をやめようとするなど、関係の変化を望んでいる様子がある。
竹井 勝佳（たけい まさよし）
星志郎の中学校時代の同級生で、現在は北海道の田村工務店の若頭。現在は饒舌だが、昔は無口でガムをよく噛んでおり、現在の星志郎の姿は彼を模範としたものである。親方の娘・舞に好意を持っており、彼女がサブデュウに入ってしまったため連れ戻そうとしたが、磨渕の制裁によって爪を全てはがされてしまった。喧嘩の実力はかなりのものだったが、既に社会人として立場ができており、会社のために暴力を振るうことはしなかった。事件後は舞に想いをはっきり伝えて両想いとなり、社員たちにからかれている。
田村 舞（たむら まい）
田村工務店の一人娘。サブデュウに入っており、子供扱いする竹井に反発していた。竹井には密かに恋心を抱いており、サブデュウに入った理由も、昔はワルだった竹井が箱入り娘の自分を相手にしないと思い込み、彼が見てきた世界を知りたいという思いからだった。事件後に竹井と両想いになり、彼に対して結婚をほのめかすような発言をしてからかっている。
磨渕 仁（まぶち ひとし）
久条不在の間、サブデュウを仕切っていた男。非常に卑劣な男で、無抵抗の竹井の爪を剥がして暴行し、さらに舞を人質にして星志郎と住崎にも同様の拷問をするが、亜輝によって舞が救出され、なすすべもなく敗北した。その後に戻ってきた久条たちによって制裁を受ける。
事件後には正式にサブデュウを任されており、心を入れ替えて頑張っている様子だったが、実はスクランブル・ハロウィンに冒されており奇怪な言動をとっていた。
林原 明（はやしばら あきら）
青森叫竜会・総長で、関東へ向かう途中の久条達にやられる。
須藤（すどう）
桜城高校の新1年生で、四郎と同級生。入学式で暴れた四郎にケンカを売るが敗れる。以降は四郎を一目置くようになり、桜城高の下っ端として何度か登場する。
山村 大吾（やまむら だいご）
横須賀のライオン。アマギンからのメッセージを亜輝・直巳に伝えに来た際に、直巳に挑むも一撃でやられる。
九条の父
九条会の首領。故人。息子に「コブシひとつで天下をとれるような男になれ」と言い聞かせていた。九条にとって憧れの存在だったが、厳しいトレーニングを課したことで「九条を解放してあげたい」と考えた教育係の桐島に殴り殺されてしまった。
桐島 正吾（きりしま せいご）
九条の教育係だった男。元プロボクサーで、引退後にもあらゆる格闘技を身につけていた。九条の父の命令で、九条に過酷なトレーニングを課す反面、彼をとてもかわいがっていた。しだいに九条を不憫に思うようになり、歪んだ愛情が暴走して九条の父を殴り殺したが、組員は桐島を恐れて報復することができなかった。のちに九条はサブデュウを使って桐島を探し出したが、そのときには薬物に溺れて廃人となっていた。

### スクランブル・ハロウィン編
荒場 凪（あらば なぎ）
本作の最大の黒幕。スクランブル・ハロウィンの開発者でありアマギンの腹違いの兄。長身で、顔はアマギンによく似ている。他者を意のままに操る冷静さと手が付けられない暴力性を併せ持つ二重人格者。誘拐した子供に新たな名を与え戦闘のエキスパートとして育て上げることを趣味とする。
幼少期から極めて高い知能を持つ一方で病的なエゴイストでもあり、自分より劣っていた双子の弟・楓を不要な偽物としてその存在を消し去ることを画策。事故死を装って楓の戸籍を抹消した後マインドコントロールを施して自分の影として利用していた。前述の二重人格も楓が時折入れ替わって暴力的な凪として振る舞っていたというのが真実であるが、周囲の人間（肉親であるアマギンですらも）そのことに気がついていなかった。
ハロウィンを積んだ自身のタンカーを決戦の場とし、桜城高とその仲間たちを罠と仕掛けで迎え撃った。楓を自らの手で葬るため一騎打ちに臨むがマインドコントロールを破った楓を相手に敗北寸前に陥り、なりふり構わず楓を銃撃してその場を離脱。甲板にて亜輝と戦闘になると、楓の一撃による致命的なダメージが残っていたこともあって追いつめられ、さらに味方であった微笑らに見限られてしまい孤立する。絶体絶命の状況で姿を現した盟友ゴードンに助けを求めるも、裏切ったゴードンにハロウィンを飲まされ廃人同然となってしまい、アマギンの幻覚を見ながら亜輝と直巳にノックアウトされた。そのままダイナマイトの爆発で沈みゆくタンカーと運命を共にした。その後は行方不明とされている。
微笑によると、人を思いやる感情が欠落しているため、その部分で楓やアマギンに対して劣等感を持っていたとされる（本人もアマギン殺害の動機に感情を持つアマギンへの妬みがあったことを認めている）。
荒場 楓（あらば かえで）
凪の双子の弟。容姿・体格は凪と瓜二つだがその知能は凪と比較すると一般的なレベルであり、それゆえに凪に存在を疎まれ存在を消されてしまう。その後は戸籍を失いマインドコントロールを施され、長らく凪の裏の人格を演じていた。身体能力・戦闘力は作品中1、2を争う強さで、凪曰く「自決する以外死ぬすべを知らぬほど完成」している。兄の凪とは違い豊かな感情を持ち合わせており、特に弟であるアマギンに対しては深い愛情を抱いていた。
亜輝と直巳との勝負中に現れた凪によって双子の真実が暴かれると、自らを慕っていた理男、明次、治にも見放され、最後は凪によるマインドコントロールで自決させられそうになったが亜輝と直巳に救われる。その後は桜城一派に加わり凪を追う。弐乃と行動を共にするようになり、その影響か性格はやや明るくなりエセ関西弁を話すようになった。亜輝の助言によりマインドコントロールを克服し、凪との一騎打ちで勝利目前まで追い詰めたが、凪に銃撃されて負傷する。凪が持ち得ない人を思いやる心によって一度は自身を見捨てた里男らの心を解かし、共に脱出した。最終話以降では弐乃、来夢とともにサウジアラビアで石油を掘り当てようとしたり、南米で金を探したりしている。
荒場（父親）
回想シーンにて登場し、家庭教師にそそのかされ楓に毒を盛って仮死状態にさせて戸籍を抹消するが、それは凪のシナリオで、本当は二人の息子を同じように愛していた。本編での消息は不明。妻は凪と楓の出産の際に亡くなっている。
ウィリアム・ゴードン
スクランブル・ハロウィンの黒幕の1人でアメリカ時代のあけみに亜輝・直巳の話を聞き接触を試みる。アマギンと亜輝に仕事の邪魔をされたため、報復として二人を殺そうとするが亜輝に胆力で圧倒されて興味を持ち、二人を捕えて手懐けようとするが失敗した。終盤では亜輝の頼みを受けヘリを用意してタンカーから桜城の面々を脱出させると、不意をついて凪に液状のハロウィンを飲ませた。亜輝に協力した真の狙いは凪の持つハロウィンの全てが詰まったフロッピーディスクを奪取し利益を手にすることだったが、亜輝がフロッピーを持ち去り破棄したため目的は果たせなかった。
酒井（さかい）
スクランブル・ハロウィンに携わるサラリーマン風の男。来日したゴードンに、妻と子供の命を握られて彼の手下となる。
里男（りお）
凪が育てた（作り上げた）戦闘力の高い少年。小柄で非常に素早い。チョークスリーパーを得意とする。
明次（めいじ）
凪が育てた（作り上げた）戦闘力の高い少年。ボクシングを得意とする。
治（おさむ）
凪が育てた（作り上げた）戦闘力の高い少年。凄まじい腕力を持っている。
里男、明次、治は三人とも非常に高い実力を持ち、一度は亜輝を瀕死にさせており、「まともにやりあっても勝ち目はない」と言わせるほどである。自分たちが従っていた「ナギさん」が楓であることを知り、一時は楓を見捨てて凪の下に就いた。タンカーでの決戦では、手負いの楓を殺そうとしたが里男が楓に抱きしめられてその心に触れ、さらに凪が里男に向けて発砲したことで凪を完全に見限り、楓を「ナギさん」と認めて共にタンカーを脱出した。最終話以降では、三人とも蘭岳の牧場に引き取られた。
ネコ
凪の一味で、文字通り猫のような雰囲気の男。久条と対決し、一度はその素早い動きで久条を出し抜き勝利するが、再戦した際にはパンチ一発で敗れる。凪に従っているが実は楓に憧れていた。疑り深い凪との信頼関係は希薄で、九条とノボリとムカイ、亜輝と直巳のような関係を羨ましく思っていた節がある。
リンダ
凪の一味で、ネコの恋人。戦闘力の高い女性で、長い手足を生かした打撃が得意。美里の一撃に敗れた。
流（ながれ）
凪の一味で、白い服を着た長髪の男。空中で2発蹴りを繰り出す。実力はネコ以上と言われる。礼次に敗れた。
丸々（がんまる）
凪の一味で、スキンヘッドで髭を生やした男。プロボクサー並みの戦闘力。実力はネコ以上と言われる。鬼場に敗れた。
微笑（えみ）
凪の一味で、ニット帽をかぶった初老の男性。戦闘のスペシャリストで、元は世界的な殺し屋。亜輝と直巳を完全に圧倒して直巳を死亡寸前まで追い詰めたが、亜輝と直巳の信頼関係に感化されて凪を裏切り、ネコやリンダたちを引き取ってタンカーを脱出した。作中の強者の中で敗北の描写がないほぼ唯一の人物。
弐乃の祖父
病院の院長。弐乃の頼みで桜城高の仲間を診てくれたり、大部屋を空けてくれるなど、孫には協力的。弐乃が死んだと勘違いした際には涙を流して手を合わせていた。
小林 金太（こばやし きんた）
弐乃の後輩。最終話以降に桜城高校へ転入してくる。四郎とともに桜城高を率いて他校と戦っている。
賀来 達郎（がらい たつろう）
大阪・道頓堀の番人。
じいちゃん
凪・楓・銀の祖父。バー「海賊船」のオーナーで、凪へ向かう一行を宿泊させた。カメラが趣味。最終話の時点では亡くなっているが、彼が遺した桜城高とその仲間たちの写真は「店を訪れた客人の中で一番気持ちのいいヤツラ」「快族」として店に飾られている。

## 用語
変わる
追い詰められた久条が見せる姿。より筋肉が増す。
スクランブル・ハロウィン
かぼちゃの茎を原料にした最悪のドラッグ。一度口にすると、1ヵ月で廃人になる。中学生のころの凪が銀をモルモットとして開発されていた。銀を救うために、銀の母親はこのドラッグで命を落とした。

## 書誌情報
- 米原秀幸 『ウダウダやってるヒマはねェ!』 秋田書店〈少年チャンピオン・コミックス〉、全21巻
  1. ISBN 4-253-04739-4
  2. ISBN 4-253-04740-8
  3. ISBN 4-253-04741-6
  4. ISBN 4-253-04742-4
  5. ISBN 4-253-04743-2
  6. ISBN 4-253-04744-0
  7. ISBN 4-253-04745-9
  8. ISBN 4-253-04746-7
  9. ISBN 4-253-04747-5
  10. ISBN 4-253-04748-3
  11. ISBN 4-253-04749-1
  12. ISBN 4-253-04750-5
  13. ISBN 4-253-04763-7
  14. ISBN 4-253-04764-5
  15. ISBN 4-253-04765-3
  16. ISBN 4-253-04766-1
  17. ISBN 4-253-04767-X
  18. ISBN 4-253-04768-8
  19. ISBN 4-253-04769-6
  20. ISBN 4-253-04770-X
  21. ISBN 4-253-04754-8
- 秋田トップコミックスワイド
  - ウダウダやってるヒマはねェ! アマギン編
    - 2004年3月発売 ISBN 4-253-18831-1

  - ウダウダやってるヒマはねェ! 蘭岳四兄弟編
    - 2007年8月発売 ISBN 978-4-253-24341-4

  - ウダウダやってるヒマはねェ! 弐乃学編
    - 2007年10月発売  ISBN 978-4-253-24342-1

## OVA
- OVA（全2巻、1995年8月25日発売）
  - 高校入学編（第1巻）からアマギン編（第2巻）を収録。ストーリーは原作を忠実に再現しているが、笑いの要素が若干少なくなっている。

### キャスト
- 島田亜輝：草尾毅
- 赤城 直巳：高木渉
- 住崎玲央：鈴置洋孝
- 紅浪 星志郎：石川英郎
- 鬼場 洋平：森川智之
- 三上 礼二：辻谷耕史
- 青田 麦子：笠原留美
- 伊藤 カオリ：玉川紗己子
- 松郷 勇：中村大樹
- 天草 銀：関俊彦
- イチロー：石野竜三
- 帽子男：柳沢栄治
- 大日方 あけみ：天野由梨
- 女学生A：川上とも子
- 女学生B：小野寺麻理子
- 女学生C：今井由香

### スタッフ
- 脚本 - 南部英夫
- 監督・絵コンテ - 箕ノ口克己
- キャラクターデザイン・作画監督 - 梶谷光春
- 美術監督 - 本田修
- 製作協力 - J.C.STAFF
- 発売元 - 日本映像株式会社
- 販売元 - 株式会社徳間ジャパンコミュニケーションズ
- 著作 - 米原秀幸/秋田書店・週刊少年チャンピオン/日本映像